# Kinuko Tanida
Kinuko Tanida (n. 18 septembrie 1939, Ikeda, Japonia – d. 4 decembrie 2020, Toyonaka, Japonia) a fost o sportivă ce a reprezentat Japonia, medaliată olimpică. A participat la o ediție a Jocurilor Olimpice (1964) în care a câștigat o medalie de aur.

## Participări
Lista de mai jos prezintă principalele competiții la care a participat Kinuko Tanida de-a lungul carierei.
- Jocurile Olimpice de vară din 1964[5]